# Atrilinea macrolepis
Atrilinea macrolepis és una espècie de peix cipriniforme de la família dels ciprínids.

## Morfologia
- Els mascles poden assolir 10 cm de longitud total.
- Nombre de vèrtebres: 39.[4]

## Hàbitat
És un peix d'aigua dolça i de clima subtropical.

## Distribució geogràfica
Es troba a Àsia: la Xina.